# Kyotorphine
La kyotorphine, ou L-tyrosyl-L-arginine, est un dipeptide neuroactif qui joue un rôle important dans la régulation de la douleur dans le cerveau.  Elle a été isolée pour la première fois en 1979 par des chercheurs japonais de Kyoto à partir de cerveau de bovinés en 1979, d'où son nom, en rapport avec son action antalgique semblable à celle de la morphine et des endorphines.  Cependant, malgré cet effet antalgique, elle n'interagit pas avec les récepteurs des opiacés mais agit en libérant de la Met-enképhaline et en la stabilisant de la dégradation.  Elle pourrait également posséder une action neuromodulatrice.  On a pu montrer que la kyotorphine est présente dans le liquide céphalo-rachidien humain et que sa concentration est plus faible chez les patients atteints de douleur persistante.